# Batalla de Konya
La Batalla de Konya se libró el 21 de diciembre de 1832, entre Egipto y el Imperio otomano, a las afueras de la ciudad de Konya, en la actual Turquía. Los egipcios fueron liderados por Ibrahim bajá, mientras que los otomanos fueron liderados por Reşid Mehmed Pasha. Los egipcios fueron victoriosos.

## Preludio
La campaña de Egipto para ocupar Siria comenzó el 29 de octubre de 1831, a partir de la primera guerra Egipto-otomana. Dos ejércitos salieron de Egipto, uno por tierra al mando del general Ibrahim Yakan, y el otro por mar, desembarcando en Jaffa, en Ibrahim bajá. Los egipcios ocuparon rápidamente Jerusalén y las regiones costeras de Palestina y el Líbano, a excepción de Acre, que tenían muros inexpugnables y una fuerte guarnición de unos 3.000 combatientes con mucha artillería. Acre, bajo el otomano Paha Abdullah Elgazar, enfrentó un largo y sangriento asedio antes de caer finalmente a los egipcios en 27 de mayo de 1832.
La batalla final de la campaña de 1831/1832, se produjo en Konya del 18 al 21 de diciembre de 1832. Varios enfrentamientos menores entre los elementos avanzados y partes de exploración de los dos ejércitos tuvieron lugar el 18 y el 19 de diciembre, y la batalla principal que se describe a continuación fue el 21 de diciembre.

## Ejércitos enemigos
Fuerzas egipcias: Ibrahim Pasha con cerca de 50.000 hombres en toda la Gran Siria, incluyendo reclutas sirios recientes y alrededor de 7.000 auxiliares árabes e irregulares. Las fuerzas regulares se organizaron en diez brigadas de infantería, doce brigadas de caballería y la artillería y los ingenieros. Gran parte de esta fuerza estaban fuera en sus líneas de suministro, y solo 27.000 tropas regulares estaban disponibles en la batalla de Konya. Sin embargo, estos eran los más experimentados y disciplinados de su ejército. En la batalla, Ibrahim tenía 20 batallones de infantería, 28 escuadrones de caballería, y 48 cañones.
Fuerzas otomanas: Reshid Pasha mandó un ejército de 80.000 hombres de varias provincias otomanas, incluyendo muchos albaneses y bosnios. En la batalla Reshid tenía un total de cerca de 54.000 hombres, de los cuales unos 20.000 eran irregulares: 54 batallones de infantería, 28 escuadrones de caballería y 100 cañones.

## Campo y orden de la batalla
La batalla principal se llevó a cabo el 21 de diciembre de 1832, a horcajadas sobre la carretera de Konya-Constantinopla, justo al norte de la antigua ciudad amurallada de Konya, que, en 1832, tenía una población de aproximadamente 20.000. El campo de batalla está limitado al oeste por las colinas y en el este por las marismas y pantanos, con una meseta de unos 3 km de ancho en el medio. El ejército egipcio estaba de espaldas a la ciudad y se enfrentó al norte, y el ejército otomano se acercó desde el norte a horcajadas en la carretera, con orientación sur. El 21 de diciembre fue un día de niebla intensa.
El ejército de Ibrahim se organizó en tres filas a horcajadas de la carretera. La primera fila consistió en la 13.ª y 18.ª Brigadas de Infantería con tres baterías de artillería bajo Selim Elmansterly. La segunda fila, quinientos pasos por detrás de la primera, consistió en la 12.ª y 14.ª Brigadas de Infantería con dos baterías de artillería bajo Soliman Elfaransawy (Elfaransawy = "el francés", el ex coronel Séve). La tercera fila, consistió en la Brigada de Guardias y una batería de artillería en la reserva y la primera y segunda Caballería Brigadas, bajo Selim bey. Ibrahim puso dos batallones en formación cuadrada en los flancos para protegerse de un cerco.
El ejército de Reshid se organizó en cuatro filas que avanzaban a horcajadas en el camino. Liderando el avance estaban dos brigadas de caballería regulares y la brigada de la Guardia de Infantería en la formación abierta. Estos fueron seguidos por una segunda fila de dos brigadas de soldados de infantería y dos brigadas de caballería, y luego una tercera y cuarta fila compuesta de una brigada de infantería cada una. Un gran número de irregulares formaba por la parte trasera. La artillería se distribuyó entre el ejército.
A eso del mediodía la artillería otomano avanzó y abrió fuego cuando las líneas del frente estaban aproximadamente a 550 m de distancia. Con la densa niebla, el rango era irregular, y la artillería egipcia probó su fuego hasta que pudieron adivinar las posiciones de los otomanos por el sonido de su cañoneo, y así pudieron encontrar su rango con mayor precisión. Como el intercambio de artillería tronaba, Ibrahim avanzó con sus exploradores a un pozo al este de la carretera para estudiar las posiciones otomanas. Durante una elevación momentánea de la niebla, se dio cuenta de un vacío en la formación otomana entre su caballería y la infantería en su flanco izquierdo, hacia el este. Llamó rápidamente sus reservas (la Brigada de la Guardia y las dos brigadas de caballería) y personalmente los condujo a esta brecha entre la carretera y las marismas, causando confusión en el flanco izquierdo otomano por este ataque repentino, y así parte de su caballería fue atrapada y dispersa en los pantanos por la niebla. A medida que el flanco izquierdo otomano se derrumbó, el gran visir Reshid Pasha se trasladó personalmente para reunirse con ellos, pero en la confusión de niebla se encontró rodeado por los egipcios y lo capturaron. La captura de su comandante supremo profundizó la confusión entre los otomanos, y algunas unidades perdieron cohesión y romperon filas como la artillería, y la caballería egipcia avanzó en torno a su flanco izquierdo de su retaguardia, envolviendo las unidades ahora desorganizados y continuando una masacre incesante desde tres direcciones, sur, este y norte. Al caer la noche, el nuevo comandante otomano logró reunir a algunas unidades y organizó un contraataque desesperado desde el occidente contra el flanco izquierdo egipcio, pero esto no sucedió ya que el centro egipcio giró para enfrentarse a ellos con una andanada de artillería y el ataque resultó en fracaso, y los restantes otomanos se dispersaron.

## Consecuencias
Konya fue la mayor victoria de Ibrahim. Perdió 262 muertos y 530 heridos, mientras que los otomanos perdieron 3.000 muertos y más de 5.000 prisioneros, incluyendo a muchos oficiales de alto rango, como a Resid Mehmed Pasha. Los egipcios se quedaron en posesión del campo y tomaron 46 cañones, y el ejército otomano estaba disperso. Nada quedaba entre el ejército de Ibrahim y Constantinopla después de la batalla. Sin embargo, ya era hora de la política, y el padre de Ibrahim, Mehmet Alí parlamentaba con el sultán Mahmud I y con las potencias europeas, y terminó de firmar el Acuerdo de Paz de Kutahya en la Convención de Kutahya en mayo, por lo que el sultán cedió la mayor parte de Siria a Mehmet Alí por el curso de la vida, y cedió Egipto a la dinastía de Mehmet Alí en perpetuidad, con vasallaje nominal al sultán otomano, pero con independencia de facto. Esta dinastía solo terminó en julio de 1952 con la abdicación del rey Faruq después del golpe militar encabezado por el coronel Gamal Abd el Nasser.
Como colofón a Konya, hay que añadir que, siete años después, el sultán otomano Mahmut derogó la Paz de Kotahiya y atacó a las fuerzas egipcias de nuevo, pero fue derrotado de nuevo por los egipcios en la batalla de Nizib, en la frontera entre el Imperio otomano y Siria, el 24 de junio de 1839.

## Lectura adicional
- Capítulo por el coronel Abd El-Rahman Zaki, publicado en árabe en el volumen conmemorativo de Ibrahim Pasha en el centenario de su muerte, publicado en 1948 por la Real Sociedad Egipcia de Estudios Históricos. Reeditado 1998 por Madbouli Press, El Cairo.

- Datos: Q2981297
- Multimedia: Battle of Konya / Q2981297